# 后塘瑶族乡
后塘瑶族乡，是中华人民共和国湖南省怀化市辰溪县下辖的一个乡镇级行政单位。

## 行政区划
后塘瑶族乡下辖以下地区：
王家村、松来村、六里村、岩门村、金桥村、让水村、前塘村、漩湾村、元坪村、新田村、思维溪村、二塘村、叶家人村、丹山村、纪岩村、莲花村和茶园坪村。